# J&S Cup

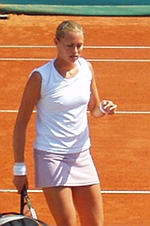
Rosyjska tenisistka Jelena Bowina podczas turnieju

J&S Cup – kobiecy turniej tenisowy, z cyklu zawodowych rozgrywek WTA Tour organizowany od 1995 do 2007 roku. Była to impreza II kategorii. Pula nagród wynosiła 600 tys. dol. Turniej odbywał się na kortach Warszawianki, najczęściej na początku maja.
J&S Cup w 2002 był turniejem III kategorii. Pula nagród wynosiła wtedy 140 000 $. W roku 2003 turniej przejął kategorię i termin od tradycyjnej imprezy w Hamburgu, na zasadzie wykupionej na 5 lat licencji od agencji Octagon. W latach 1995–2000 na tym samym obiekcie Warszawianki odbywał się mniejszy turniej WTA Tour – Warsaw Cup by Heros.
Biorąc pod uwagę krótką historię turnieju J&S Cup od 2002 roku, najmłodszą jego zwyciężczynią była Jelena Bowina (w 2002 roku miała 19 lat), a najstarszą Justine Henin – w 2007 roku miała 24 lata i 11 miesięcy.
Niezwykłe okoliczności towarzyszyły turniejowi J&S Cup 2007. Dla Belgijki Kim Clijsters przegrany w drugiej rundzie mecz z Juliją Wakułenko był ostatnim w karierze, a o swojej decyzji wówczas druga rakieta kraju poinformowała 6 maja, na trzy dni po spotkaniu. Do historii turnieju wpisała się jej rodaczka, pierwsza rakieta Belgii i świata, Justine Henin, która jako pierwsza w historii turnieju wygrała go dwa razy. Po raz pierwszy zdarzyło się też, że mecz finałowy Henin – Bondarenko został rozegrany w poniedziałek z powodu panujących w Warszawie ulewnych opadów deszczu.
W związku z zapowiedzią WTA odnośnie do ograniczenia liczby turniejów, J&S Cup nie znalazł się w kalendarzach rozgrywek od roku 2008.
12 listopada 2007 podjęta została decyzja, że turniej nie odbędzie się w 2008 (planowany termin rozpoczęcia – 28 kwietnia) i że edycja 2007 była ostatnią edycją imprezy J&S Cup.
W roku 2008 na miejsce J&S Cup wprowadzono nowy turniej o randze zawodów pokazowych – Suzuki Warsaw Masters.

## Historia nazw turnieju
| Rok  | Rok  | Nazwa               |
| 1995 | 2000 | Warsaw Cup by Heros |
| 2001 | 2007 | J&S Cup             |

## Mecze finałowe

### gra pojedyncza
| Rok  | Mistrzyni               | Finalistka            | Wynik                 |
| 2007 | Justine Henin           | Alona Bondarenko      | 6:1, 6:3              |
| 2006 | Kim Clijsters           | Swietłana Kuzniecowa  | 7:5, 6:2              |
| 2005 | Justine Henin-Hardenne  | Swietłana Kuzniecowa  | 3:6, 6:2, 7:5         |
| 2004 | Venus Williams          | Swietłana Kuzniecowa  | 6:1, 6:4              |
| 2003 | Amélie Mauresmo         | Venus Williams        | 6:7, 6:0, 3:0 krecz   |
| 2002 | Jelena Bowina           | Henrieta Nagyová      | 6:3, 6:1              |
| 2001 | Turniej nie odbył się   | Turniej nie odbył się | Turniej nie odbył się |
| 2000 | Henrieta Nagyová        | Amanda Hopmans        | 2:6, 6:4, 7:5         |
| 1999 | Cristina Torrens Valero | Inés Gorrochategui    | 7:5, 7:6              |
| 1998 | Conchita Martínez       | Silvia Farina Elia    | 6:0, 6:3              |
| 1997 | Barbara Paulus          | Henrieta Nagyová      | 6:4, 6:4              |
| 1996 | Henrieta Nagyová        | Barbara Paulus        | 3:6, 6:2, 6:1         |
| 1995 | Barbara Paulus          | Alexandra Fusai       | 7:6, 4:6, 6:1         |

### gra podwójna
| Rok  | Mistrzynie                             | Finalistki                                 | Wynik                 |
| 2007 | Wiera Duszewina Tetiana Perebyjnis     | Jelena Lichowcewa Jelena Wiesnina          | 7:5, 3:6, 10–2        |
| 2006 | Anastasija Myskina Jelena Lichowcewa   | Anabel Medina Garrigues Katarina Srebotnik | 6:3, 6:4              |
| 2005 | Tetiana Perebyjnis Barbora Strýcová    | Klaudia Jans Alicja Rosolska               | 6:1, 6:4              |
| 2004 | Silvia Farina Elia Francesca Schiavone | Gisela Dulko Patricia Tarabini             | 3:6, 6:2, 6:1         |
| 2003 | Liezel Huber Magdalena Maleewa         | Eleni Daniilidu Francesca Schiavone        | 3:6, 6:4, 6:2         |
| 2002 | Jelena Kostanić Henrieta Nagyová       | Jewgienija Kulikowska Silvija Talaja       | 6:1, 6:1              |
| 2001 | Turniej nie odbył się                  | Turniej nie odbył się                      | Turniej nie odbył się |
| 2000 | Tathiana Garbin Janette Husárová       | Iroda Tulyaganova Anna Zaporożanowa        | 6:3, 6:1              |
| 1999 | Irina Sielutina Cătălina Cristea       | Amélie Cocheteux Janette Husárová          | 6:1, 6:2              |
| 1998 | Karina Habšudová Olha Łuhyna           | Liezel Horn Karin Kschwendt                | 7:6(2), 7:5           |
| 1997 | Ruxandra Dragomir Inés Gorrochategui   | Meike Babel Catherine Barclay-Reitz        | 6:4, 6:0              |
| 1996 | Elena Wagner Olha Łuhyna               | Laura Garrone Alexandra Fusai              | 1:6, 6:4, 7:5         |
| 1995 | Laura Garrone Sandra Cecchini          | Henrieta Nagyová Denisa Krajčovičová       | 5:7, 6:2, 6:3         |